# Phiale niveoguttata
Phiale niveoguttata là một loài nhện trong họ Salticidae.
Loài này thuộc chi Phiale. Phiale niveoguttata được Frederick Octavius Pickard-Cambridge miêu tả năm 1901.